# Рыбрека (река)
Рыбрека — река в России, протекает по территории Рыборецкого вепсского сельского поселения Прионежского района Республики Карелии.

## Физико-географическая характеристика
Река берёт начало из болота без названия и далее течёт преимущественно в восточном направлении по частично заболоченной местности.
Впадает на высоте 33,0 м над уровнем моря в Рыборецкую бухту Онежского озера.
В нижнем течении Рыбрека протекает через одноимённую деревню, через которую проходит шоссе А215 («Подъезд к г. Петрозаводску»).

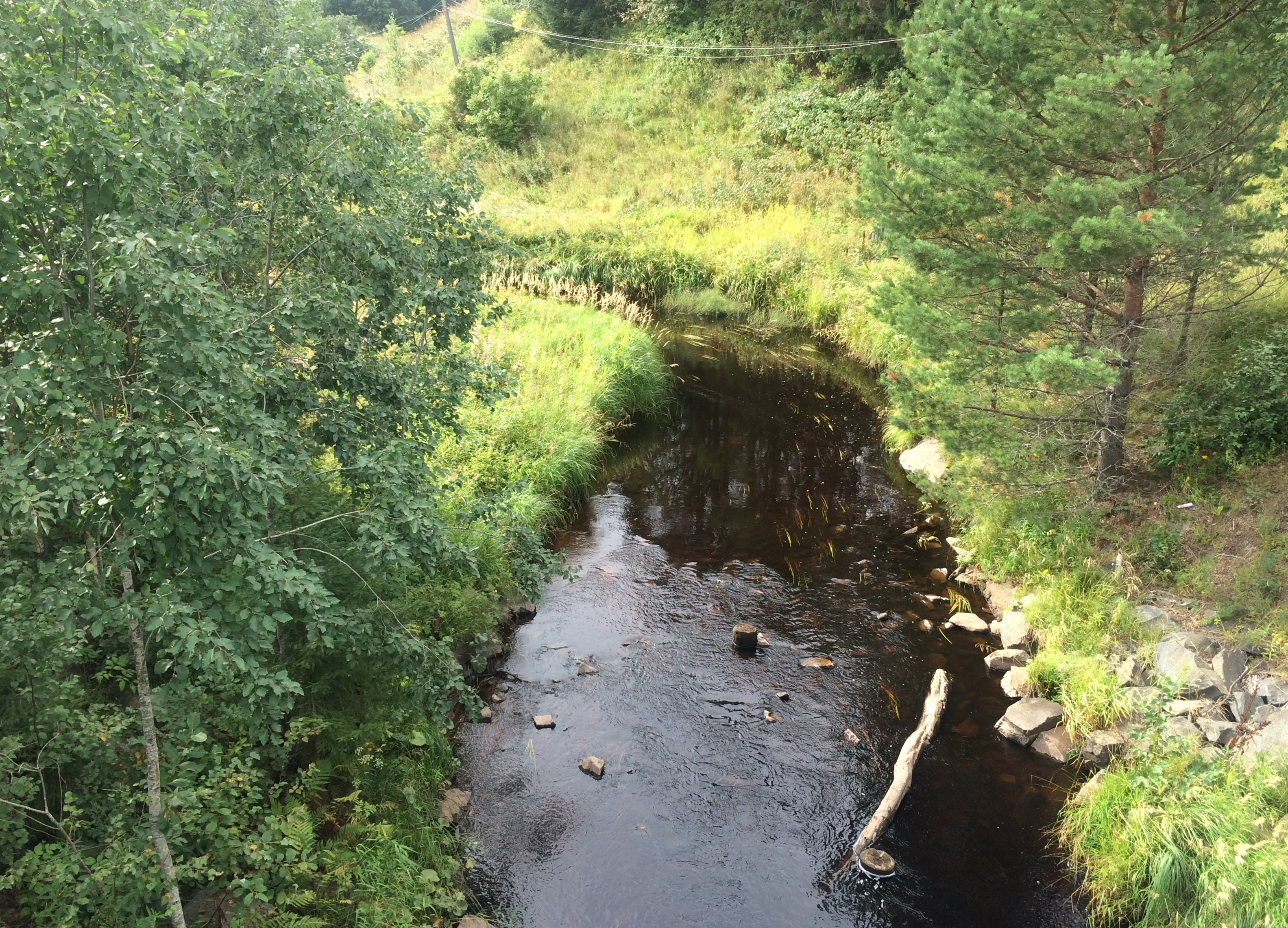
Вид против течения